# Casiornis
A Casiornis a madarak (Aves) osztályának verébalakúak (Passeriformes) rendjébe és a királygébicsfélék (Tyrannidae) családjába tartozó nem.

## Rendszerezésük
A nemet Marc Athanese Parfait Oeillet Des Murs francia amatőr ornitológus írta le 1856-ban, az alábbi fajok tartoznak ide:
- Casiornis fuscus
- Casiornis rufus

## Előfordulásuk
Dél-Amerika területén honosak. Természetes élőhelyeik a szubtrópusi és trópusi erdők, szavannák és cserjések, folyók és patakok környékén. Az egyik faj vonuló, a másik állandó faj.

## Megjelenésük
Testhosszuk 18-22 centiméter körüli.